# Camden (Arkansas)
Camden é uma cidade localizada no estado americano de Arkansas, no Condado de Ouachita.
É a sede do condado de Ouachita. A cidade passa por uma séria crise econômica em função ao fechamento de uma fábrica de papel da International Paper Company no início do século XXI.
Em 1783, um comerciante francês chamado Fabre montou um pequeno entreposto junto ao rio Ouachita. Deste assentamento surgiu Camden, fundada em 1824.

## Demografia
Segundo o censo americano de 2000, a sua população era de 13 154 habitantes. Em 2006, foi estimada uma população de 11 965, um decréscimo de 1189 (-9,0%).

## Geografia
De acordo com o United States Census Bureau, a localidade tem uma área de 42,8 km², dos quais 42,6 km² cobertos por terra e 0,2 km² cobertos por água. Camden localiza-se a aproximadamente 54 m acima do nível do mar.

## Localidades na vizinhança
O diagrama seguinte representa as localidades num raio de 32 km ao redor de Camden.